# Onze-Lieve-Vrouw Hulp der Christenenkerk (Lokeren)
De Onze-Lieve-Vrouw Hulp der Christenenkerk is de parochiekerk van de tot de Oost-Vlaamse stad Lokeren behorende wijk Bergendries, gelegen aan de Kopkapelstraat.
In 1951 werd Bergendries erkend als hulpparochie van de Sint-Laurentiusparochie van Lokeren. In 1955 werd een noodkerk gebouwd, een modernistisch bouwwerk met parabolische betonspanten. Voor het ingangsportaal bevond zich een open klokkentoren. Hierin bevond zich een 17e-eeuws klokje, afkomstig van de Sint-Laurentiuskerk, dat eertijds de berechtingen aankondigde.
Een definitieve kerk werd gebouwd van 1968-1970 naar ontwerp van Jos Van Driessche en Jean Van den Bogaerde. Het is een laag en sober kerkgebouw met plat dak, gebouwd in baksteen en beton, en aan de buitenkant slechts voorzien van een bescheiden betonnen kruis.